# Bernard Fuchs
Pour les articles homonymes, voir Fuchs.
Bernard Fuchs (Wilwisheim, 10 août 1916 - Paris 15e, 31 octobre 2005) est un militaire français, Compagnon de la Libération. Commençant sa carrière militaire dans la cavalerie, il passe ensuite à l'aviation et décide en 1940 de se rallier à la France libre. Il s'illustre pendant toute la Seconde Guerre mondiale au sein de la Royal Air Force puis, à l'issue du conflit, occupe de nombreuses fonctions de commandement, d'état-major et diplomatiques avant de prendre sa retraite en tant que général de brigade aérienne.

## Biographie

### Jeunesse et engagement
Fils d'un ancien employé des chemins de fer, Bernard Fuchs naît le 10 août 1916 à Wilwisheim, en Alsace annexée, à une cinquantaine de kilomètres de la ligne de front. Il fait ses études au collège mariste de Franois dans le Doubs avant de partir pour son service militaire en octobre 1938 au 1er régiment de dragons. En mai 1939, il devient élève officier de réserve et suis les cours de l'école d'application de la cavalerie et du train à Saumur. Son stage terminé, il est muté avec le grade d'aspirant au 9e régiment de cuirassiers où il se trouve encore au moment du déclenchement de la Seconde Guerre mondiale.

### Seconde Guerre mondiale
En janvier 1940, il est détaché à l'école d'observateur en avion de Dinard et est promu sous-lieutenant en mars. L'école s'étant repliée devant l'avancée des troupes allemandes, il se trouve à Pau lorsqu'il apprend l'armistice à venir et entend l'appel du général de Gaulle. Le 21 juin, il embarque à Saint-Jean-de-Luz à destination de l'Angleterre. Engagé dans les forces françaises libres, il passe de la cavalerie à l'aviation et suit des cours de pilotage au sein de la Royal Air Force (RAF). Promu lieutenant, il est affecté le 11 novembre 1941 au Squadron RAF no 154 puis aux Squadron RAF no 610 et no 19. À la fin de l'année 1942, muté au Squadron RAF no 501, il totalise 80 heures de vol et 60 missions de guerre. Il s'est particulièrement illustré lors du raid de Dieppe au cours duquel il a participé à la dispersion des formations de Fw 190.
En juin 1943, il est promu capitaine et se distingue à nouveau deux mois plus tard en abattant un Bf 109 dans le ciel d'Abbeville. Réalisant des missions d'attaque au sol, il détruit au cours du mois de septembre plusieurs locomotives, un navire et un véhicule de transport de troupes allemand. Il reçoit le commandement du Flight B (escadrille B) de son Squadron le même mois puis, en octobre, s'illustre lors de nouveaux vols au-dessus de la France pendant lesquels il échappe à six Fw 190 et endommage trois cargos malgré les tirs de DCA. Le 20 décembre 1943, il parvient à photographier à basse altitude une base de lancement de V1. En mars 1944, il devient instructeur à la Fighter leader school de la RAF puis en juillet à la 9th Air Force américaine.
Après avoir été nommé chef de cabinet du général Valin, il participe à la libération de Paris le 25 août 1944 et hisse le drapeau français sur le toit du ministère de l'air. Le 11 novembre suivant, sur la place de l'étoile, il reçoit la Croix de la Libération des mains du général de Gaulle en présence de Winston Churchill. En décembre, il est nommé commandant du centre d'instruction de chasse et de bombardement de la base de Francazal. Il termine la guerre avec le grade de commandant avec à son actif plus de 280 heures de vol de guerre et 261 missions.

### Après-guerre
Commandant en second de l'école de moniteurs de Tours de juillet 1945 à mars 1946, il est ensuite à la tête du bureau des opérations du commandement de l'air en Indochine d'avril à octobre 1946. Il entre ensuite à l'école de guerre aérienne anglaise au Royal Air Force Staff College à Andover d'où il sort diplômé un an plus tard. Il est affecté à partir de 1948 à l'état-major des forces aériennes de l'union occidentale à Fontainebleau puis, promu lieutenant-colonel, prend le commandement du secteur de défense aérienne de Provence. En 1954, il est commandant du centre d'instruction des contrôleurs d'opérations aériennes à Dijon puis en 1956, devient chef de la section "armes de défense" à la division de défense aérienne du grand Quartier général des puissances alliées en Europe. Il reste à ce poste jusqu'en 1959, étant entre-temps promu colonel en octobre 1957.
De 1959 à 1962, il est affecté aux ambassades de France en Suède et en Finlande en tant qu'attaché militaire. De retour en France, il est auditeur à l'institut des hautes études de Défense nationale et suit les cours du centre des hautes études militaires. Affecté ensuite au quartier-général des forces aériennes alliées à Fontainebleau, il y occupe le poste de sous-chef d'état-major opérations-instruction de 1963 à 1966. Promu général de brigade aérienne le 1er juin 1964, il est mis en congé définitif du personnel navigant en 1966. Passé dans le civil, il devient président du marketing de défense chez ITT Europe à Bruxelles.
Bernard Fuchs meurt le 31 octobre 2005 à Paris et est inhumé à Brinon-sur-Sauldre dans le Cher.

## Décorations
|  |  |  |
|  |  |  |
|  |  |  |
|  |  |  |

| Grand officier de la Légion d'honneur                   | Grand officier de la Légion d'honneur                   | Compagnon de la Libération                           | Compagnon de la Libération                           | Grand-croix de l'Ordre national du Mérite                             | Grand-croix de l'Ordre national du Mérite                             |
| Croix de guerre 1939-1945                               | Croix de guerre 1939-1945                               | Croix de guerre des Théâtres d'opérations extérieurs | Croix de guerre des Théâtres d'opérations extérieurs | Médaille coloniale Avec agrafe "Extrême-Orient"                       | Médaille coloniale Avec agrafe "Extrême-Orient"                       |
| Médaille commémorative française de la guerre 1939-1945 | Médaille commémorative française de la guerre 1939-1945 | Médaille commémorative de la campagne d'Indochine    | Médaille commémorative de la campagne d'Indochine    | Distinguished Flying Cross (Royaume-Uni)                              | Distinguished Flying Cross (Royaume-Uni)                              |
| Air Medal (États-Unis)                                  | Air Medal (États-Unis)                                  | Commandeur de l'Ordre royal de l'épée (Suède)        | Commandeur de l'Ordre royal de l'épée (Suède)        | Officier de l'Ordre du Million d'Éléphants et du parasol blanc (Laos) | Officier de l'Ordre du Million d'Éléphants et du parasol blanc (Laos) |